# Hymenophyllum semiglabrum
Hymenophyllum semiglabrum är en hinnbräkenväxtart som beskrevs av Eduard Rosenstock. Hymenophyllum semiglabrum ingår i släktet Hymenophyllum och familjen Hymenophyllaceae. Inga underarter finns listade.